# Site archéologique du Corboulo
Le site archéologique du Corboulo (ou Motten-Morvan) est une ancienne motte castrale de la commune de Saint-Aignan, dans le Morbihan, en France.

## Localisation
Le site est situé sur un éperon surplombant la vallée du Blavet au nord du hameau du Corboulo, à environ 1 km à vol d'oiseau au sud du centre-bourg de Saint-Aignan.

## Historique
Le site est daté du milieu du Moyen Âge. Le nom de Motten-Morvan lui est donné à la fin du XIXe siècle, faisant référence au propriétaire d'alors du terrain.
La motte castrale et la basse-cour ainsi que le terrain (sol et sous-sol) sur lequel il est situé, limité à 20 mètres au nord des bâtiments modernes font l'objet d'une inscription au titre des monuments historiques par l'arrêté du 28 novembre 1995.

## Architecture
Le site s'étend sur une superficie d'environ 2,1 ha.
À la pointe de l'éperon se dressait la motte tronconique d'environ 5 m de haut. Une basse-cour, limitée par une forte levée de terre en forme de fer à cheval lui était contigüe. Un fossé sec en défendait les abords à l'est et à l'ouest.

## Légende
Pour les habitants des environs, le site passe pour avoir été construit par les Templiers, alors qu'il leur est antérieur.